# Gare de Maret
La gare de Maret est une ancienne halte ferroviaire belge de la ligne 147, de Tamines à Landen située à Maret, village de la commune d'Orp-Jauche, dans la province du Brabant wallon en Région wallonne.

## Situation ferroviaire
La gare de Maret se trouvait au point kilométrique (PK) 52,2 de la ligne 147, de Tamines à Landen, via Fleurus, Gembloux et Ramillies entre les gares de Orp et de Lincent.

## Histoire
Les Chemins de fer de l'État belge mettent en service à titre d'essai un point d'arrêt au village de Maret le 1er juin 1895 qui est administré depuis la gare d'Orp située à 1 843,5 m. Il devient une halte le 3 novembre 1898.
La SNCB met fin au trafic des voyageurs sur la section Ramillies - Landen de la ligne 147 le 4 octobre 1959. La date de fin du service des marchandises à Maret n'est pas connue ; cette section de ligne est déclassée en 1971 et les rails disparaissent finalement en 1989.

## Patrimoine ferroviaire
Reconverti en habitation, le bâtiment des recettes appartient au plan type 1893. Comme les autres exemples construits sur toute la ligne sauf Racour, la façade s'orne de bandeaux de briques rouges et brunes avec des arcs de décharge au-dessus du linteau de pierre des portes et fenêtres. Les photographies de la gare de Maret témoignent d'une construction en deux étapes : quatre travées de l'aile basse ont été réalisées en premier constituant un petit bâtiment avec une porte dans le mur-pignon pour les colis ; par la suite, cette aile est portée à six travées (sur sa droite il semble) et un corps de logis avec bureau et appartement pour le chef de station est construit avec, sur sa gauche, une aile de service en "L" accueillant la buanderie, la cuisine et ainsi que les toilettes des voyageurs. Rénové dans les années 2010, il se trouve sur un terrain privé, le RAVeL de la ligne 147 faisant une boucle par l'ancienne place de la gare.